# Baia Mare

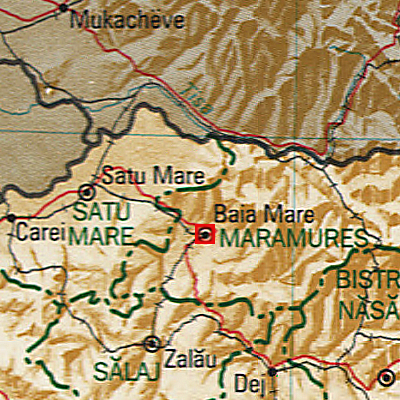
Baia Mare (rotes Viereck), Nachbarorte Satu Mare, Zalău, Dej

Baia Mare (Ausspracheⓘ; deutsch Frauenbach oder Groß-Neustadt, seltener nur Neustadt oder Neustadtl, ungarisch Nagybánya) ist eine Stadt in Nordwest-Rumänien und hatte im Jahr 2011 ungefähr 109.000 Einwohner. Sie ist die Hauptstadt des Kreises Maramureș.

## Lage
Baia Mare liegt in einer Höhe von ca. 230 m am Westrand der Ostkarpaten unweit des Gutâi-Gebirges in der Talsenke Depresiunea Baia Mare. Durch die Stadt fließt der Săsar, ein linker Nebenfluss des Lăpuș.

## Geschichte
Die älteste urkundliche Erwähnung stammt aus dem Jahr 1142, als der ungarische König Géza II. in Frauenbach (lat. Rivulus Dominarum) Deutsche ansiedeln ließ.
Der Anteil der ungarischen Minderheit ist noch immer sehr groß (1992 lag er bei 17,5 %), verglichen mit den Zahlen von 1910 (Ungarn 64,8 %, Rumänen 33,7 %, Deutsche 1,2 %) ist er aber stark zurückgegangen. 1910 verteilte sich die Glaubenszugehörigkeit wie folgt: griechisch-katholisch 38,1 %, römisch-katholisch 34,7 %, Calvinisten 14,8 %, Juden 10,9 % (siehe Synagoge (Baia Mare)), andere 1,5 %.
1920 hatte Baia Mare 12.780 Einwohner, 5.005 waren Rumänen, 4.652 Ungarn, 1.792 Juden, 1.232 Deutsche und 99 anderer Ethnien.
Im Jahr 1930 wurde das griechisch-katholische Bistum Maramureș mit Sitz in Baia Mare gegründet. Am 28. Oktober 1948 wurde der Bischof Alexandru Rusu von den kommunistischen Behörden als Bischof abgesetzt und verhaftet. Er starb 1963 im Gefängnis Gherla.
Die 1974 gegründete Centrul Universitar Nord din Baia Mare mit rund 5.000 Studenten wurde 2012 in die Technische Universität Cluj-Napoca eingegliedert.

## Künstlerkolonie Nagybánya
Im Jahr 1886 brachen junge deutsche und ungarische Künstler um den ungarischen, in München lebenden Maler Simon Hollósy (1857–1918) nach Nagybánya auf, um dort die Sommer gemeinsam mit Freilichtmalerei zu verbringen. Neben Hollósy, der mit den Ergebnissen der Sommeraufenthalte in Nagybánya seit 1897 auch Ausstellungen in Budapest organisierte, zählten Károly Ferenczy (1862–1917), Béla Iványi-Grünwald (1867–1940), István Réti (1872–1945) und János Thorma (1870–1937) zu den Gründungsmitgliedern der Künstlerkolonie Nagybánya, die sie auch im 20. Jahrhundert fortführten, nachdem Hollósy den Ort 1901 verlassen hatte. Mehrfach hielt sich auch die Malerin Louise Langgaard (1883–1974) in der Künstlerkolonie Nagybánya auf.

## Ereignisse

### Dammbruch
Am 30. Januar 2000 ereignete sich in Baia Mare ein Dammbruch einer Absetzanlage für metallurgische Abfälle, der eine schwere Umweltkatastrophe durch Freisetzung von Natriumcyanid und Schwermetallen zur Folge hatte. Wegen dieses Ereignisses wurde Baia Mare in einer Studie des Blacksmith-Instituts aus dem Jahr 2006 über die am stärksten verseuchten Städte der Welt erwähnt.

## Städtepartnerschaften
Baia Mare listet acht Städtepartnerschaften auf und pflegt freundschaftliche Beziehungen mit andern zehn Ortschaften.
| Stadt            | Land                        | seit |
| ---------------- | --------------------------- | ---- |
| Bielsko-Biała    | Polen                       | 2003 |
| Hódmezővásárhely | Ungarn                      | 2001 |
| Hollywood        | Florida, Vereinigte Staaten | 2001 |
| Kitwe            | Sambia                      | 1972 |
| Nyíregyháza      | Ungarn                      | 2003 |
| Serino           | Italien                     | 2001 |
| Szolnok          | Ungarn                      | 1990 |
| Wels             | Österreich                  | 2000 |

## Sehenswürdigkeiten
- Muzeul Satului din Baia Mare, ethnographisches und Freilichtmuseum
- Museum der Mineralogie
- Museum für moderne Kunst und Folklore
- Stefan-Turm
- Metzgersturm (Turnul Măcelarilor)
- Kamin der Phoenix-Kupferhütte (Höhe: 351,5 Meter)
- Mariä-Entschlafens-Kathedrale

## Persönlichkeiten

### Söhne und Töchter der Stadt
- Dániel Csányi (1820–1867), ungarischer Mathematiker[10]
- Józsi Jenő Tersánszky (1888–1969), ungarischer Schriftsteller[11]
- László Németh (1901–1975), ungarischer Schriftsteller
- Magdalina Filipaș (* 1931), Politikerin
- László Gergely (* 1941), ungarisch-rumänischer Fußballspieler
- Dora Cojocaru (* 1963), Komponistin
- Rodica Dunca (* 1965), Kunstturnerin
- Anca Pătrășcoiu (* 1967), Schwimmerin
- Noemi Lung (* 1968), Schwimmerin
- Vasile Miriuță (* 1968), ungarisch-rumänischer Fußballspieler
- Cristian Balaj (* 1971), Fußballschiedsrichter und -funktionär
- Stela Pura (* 1971), Schwimmerin
- Mirela Pașca (* 1975), Kunstturnerin
- Adrian Ghenie (* 1977), Künstler
- Paula Seling (* 1978), Sängerin
- Clara G. (* 1979), Pornodarstellerin
- Ovidiu Hoban (* 1982), Fußballspieler
- Alina Albu (* 1983), Volleyballspielerin
- Paul Muntean (* 1984), Bobfahrer
- Cristian Bud (* 1985), Fußballspieler
- Mihai Pop (* 1985), Handballspieler
- Eliza Buceschi (* 1993), Handballspielerin
- Claudiu Bumba (* 1994), Fußballspieler
- Emma Matyus (* 2001), Leichtathletin

### Sonstige
- Johann I. Thurzo von Bethlemfalva (* 1437 in Leutschau, Zips; † 1508 in Frauenbach, Komitat Szatmár, beides damals im Königreich Ungarn), einer der reichsten Montanunternehmer Europas seiner Zeit.